# Ratpenat de ferradura de Robinson
El ratpenat de ferradura de Robinson (Rhinolophus robinsoni) és una espècie de ratpenat de la família dels rinolòfids. Viu a Malàisia i Tailàndia. El seu hàbitat natural és al bosc caducifoli mixt pristi. No hi ha cap amenaça significativa per a la supervivència d'aquesta espècie, tot i que està afectada per la pèrdua de boscos a causa de la tala, l'agricultura, les plantacions i els incendis. Les coves on descansen són pertorbades pel turisme.